# DeSerres
 (mai 2011).
Si vous disposez d'ouvrages ou d'articles de référence ou si vous connaissez des sites web de qualité traitant du thème abordé ici, merci de compléter l'article en donnant les références utiles à sa vérifiabilité et en les liant à la section « Notes et références ».
DeSerres, anciennement appelé Omer DeSerres, est une entreprise familiale fondée à Montréal en 1908. Aujourd'hui, DeSerres compte 34 magasins spécialisés dans la vente de matériel d'artiste et de loisirs créatifs au Canada.

## Histoire
En 1908, à l’âge de 27 ans, Omer DeSerres acquiert une ferronnerie, à l’angle des rues Ste-Catherine et St-Denis, à Montréal. Il la transforme en quincaillerie et crée Omer DeSerres. Au fil des ans, Omer DeSerres ouvre de nouvelles succursales et diversifie ses activités. Il devient un important distributeur d’articles de plomberie et de chauffage.
En 1937, le fils aîné du fondateur, Roger DeSerres, se joint à l’entreprise. Avec son père, il transforme les quincailleries en véritables grands magasins. Dans les années 1950, l’entreprise, dirigée par Roger DeSerres, compte sept succursales où l’on vend divers produits, dont des équipements de sport. Afin de répondre à la demande des étudiants de l’École des arts appliqués, voisine de l’entreprise, un rayon de matériel d’artiste et d’art graphique voit le jour.
En 1975, le marché des grands magasins se transforme et la concurrence est très forte. Le petit-fils du fondateur, Marc DeSerres, se joint à l’entreprise. Il propose d’exploiter le marché du matériel d’artiste, alors en pleine expansion. Les agences de publicité québécoise achètent leur matériel chez Omer DeSerres et l’entreprise devient une référence dans le domaine des arts.
Omer DeSerres bénéficie aussi de la proximité des locaux de l’Université du Québec à Montréal qui vient de s’installer dans le quartier.
- En 1986, acquisition de Trottier et Lizotte et du Pavillon des Arts (province de Québec).
- En 1988, acquisition de Loomis & Toles (Ontario). Dix ans plus tard, la bannière devient Loomis Art Store.
- En 1991, acquisition de Eez Zee Art (Ottawa).

De 1992 à 2005, virage de l’entreprise : DeSerres s’adresse maintenant au grand public. Ouverture de 9 magasins « nouveau concept » : Oakville, Chicoutimi, Laval, Sherbrooke, Saint-Hubert, Trois-Rivières, Québec, Marché Central (Montréal) et Concordia Express (Montréal).[réf. nécessaire]
En 2006, la croissance de l’entreprise se poursuit et pour la première fois, DeSerres débarque au cœur du centre-ville de Montréal, à la Place Montréal Trust. Deux autres succursales ouvrent leurs portes, une à Pointe-Claire et l’autre à Boisbriand (province de Québec), tandis qu'une succursale déménage sur le très prisé boulevard Broadway (Vancouver en Colombie-Britannique). Les loisirs créatifs gagnent en popularité : le collimage bat son plein chez DeSerres et le Club Collimage voit le jour.
En 2007, le rythme d’ouverture continue avec l’annonce de nouveaux magasins : St-Léonard, Brossard (Quartier Dix30) et Gatineau au Québec, ainsi qu'Edmonton en Alberta. Toujours à l’affût des tendances, DeSerres innove avec des bars à perles.
En mai, Marc DeSerres annonce le rachat de Artacrea en France (enseignes Graphigro et Rougier & Plé) comme une opportunité extraordinaire.
En 2008, DeSerres fête ses 100 ans. Au bout de 13 mois, la chaine Artacrea dépose son bilan en juillet mettant ainsi fin bien prématurément à ses espérances sur le sol de ses aïeux.
En 2009, DeSerres se lance dans la décoration intérieure en proposant à sa clientèle un grand choix d’adhésifs décoratifs.

Depuis le 1er octobre 2024, DeSerres est une entreprise du groupe Renaud-Bray,,.